# Файт III фон Шьонбург-Лихтенщайн
Файт III фон Шьонбург-Лихтенщайн (на немски: Veit III von Schönburg-Lichtenstein; * 15 юни 1563; † 29 май 1622, Лихтенщайн, Саксония) от фамилията Шьонбург-Глаухау, е фрайхер на Шьонбург и господар на Лихтенщайн в Саксония.

## Произход
Той е третият син на фрайхер Хуго I фон Шьонбург-Глаухау (1530 – 1566) и съпругата му Анна фон Глайхен-Рембда (1532 – 1570), дъщеря на граф Йохан II фон Глайхен-Рембда († 1545) и Хедвиг фон Гера († 1531). Брат е на Георг III фон Шьонбург-Валденбург (1558; † 2 юни 1611), господар на Валденбург, и Хуго II (1559 – 1606), господар на Шьонбург-Глаухау-Хартенщайн.
Клоновете Шьонбург-Валденбург, Шьонбург-Хартенщайн съществуват до днес като Шьонбург-Глаухау.

## Фамилия
Първи брак: на 21 април 1584 г. с Елизабет Шенк фон Ландсберг (* ок. 1560; † 1 февруари 1595), дъщеря на Вилхелм Шенк фон Ландсберг, Лойтен, Вустерхаузен и Бухолц († 3 май 1559) и Магдалена фон Ройс-Плауен († 11 ноември 1571). Бракът е бездетен.
Втори брак: на 7 май 1598 г. с Катарина фон Еверщайн-Масов (* 28 юли 1579; † 26 септември 1617), дъщеря на граф Волфганг II фон Еверщайн-Масов (1538 – 1592) и Анна фон Липе (1551 – 1614), дъщеря на граф Бернхард XIII фон Липе († 1563) и Катарина фон Валдек († 1583). Нейната сестра Валпурга фон Еверщайн-Масов († 1645) е омъжена на 14 ноември 1622 г. за племенника му фрайхер Хуго III фон Шьонбург-Валденбург (1581 – 1614). Файт III и Катарина имат девет деца:
- Анна Магдалена (* 22 април 1599; † 20 май 1663)
- Елизабет фон Шьонбург (* 12 май 1600; † 30 януари 1634), омъжена на 9 юли 1622 г. за граф Йохан Каспар фон Шьонбург-Фордерглаухау (* 27 декември 1594; † 23 януари 1644)
- Георг Ернст фон Шьонбург-Лихтенщайн (* 13 март 1601, Лихтенщайн; † 23 март 1664, Лихтенщайн), фрайхер на Шьонбург, женен I. на 16 ноември 1623 г. в Лихтенщайн за Бенигна фон Шванберг/зе Šвамберка (* 18 април 1599, Хайд; † 17 декември 1648, Лихтенщайн), дъщеря на Йохан/Ян Жири фон Шванберг/зе Šвамберка (1548 – 1617) и Елизабет Колона фон Фелс († 1616), II. 1650 г. за графиня София Мария Маргарета фон Золмс-Барут-Вилденфелс (* 5 март 1626, Зоненвалде; † 16 април 1688, Кулмбах), дъщеря на граф Йохан Георг II фон Золмс-Барут (1591 – 1632) и Анна Мария фон Ербах (1603 – 1663). София Мария фон Золмс се омъжва втори път на 11 ноември 1665 г. за маркграф Георг Албрехт фон Бранденбург-Байройт-Кулмбах (1619 – 1666)
- Кристиан (* 1 октомври 1602; † 19 септември 1606)
- Фридрих (* 9 октомври 1604; † 11 декември 1628)
- Файт Хайнрих (* 4 април 1606; † 22 ноември 1606
- Валбургис Катарина (* 24 април 1607; † 3 август 1646)
- Симон Буркхард (* 11 октомври 1608)
- Филип Лудвиг (* 31 януари 1610; † 1 януари 1611)